# Helen Slottje
Helen Slottje, es una ambienalista y abogada estadounidense. 
Junto con su esposo David formaron la CEDU (Consejo de Defensa Ambiental Comunitaria).
Ganó el Premio Goldman en 2014, también ese año recibió el premio la peruana Ruth Buendía.